# Cấm thư ma thuật Index
Cấm thư ma thuật Index, hay còn được biết với tên gốc Toaru Majutsu no Index (Nhật: とある魔術の禁書目録 Hepburn: Toaru Majutsu no Indekkusu) là loạt light novel do Kamachi Kazuma sáng tác và Haimura Kiyotaka minh hoạ. Được xuất bản bởi ASCII Media Works dưới ấn hiệu Dengeki Bunko của họ kể từ ngày 10 tháng 4 năm 2004 cho đến nay. Hiện bộ truyện đã được IPM mua bản quyền tại Việt Nam. Bộ truyện được chia làm ba phần là Cựu Ước, Tân Ước và Sáng Ước. Phần Cựu Ước được xuất bản kể từ ngày 10 tháng 4 năm 2004 cho đến ngày 10 tháng 10 năm 2010. Phần Tân Ước được xuất bản kể từ ngày 10 tháng 3 năm 2011 cho đến ngày 10 tháng 7 năm 2019. Phần Sáng Ước được xuất bản kể từ ngày 7 tháng 2 năm 2020 cho đến nay.
Một bản manga chuyển thể do Kogino Chuya minh hoạ, được đăng trên tạp chí Monthly Shōnen Gangan của Square Enix kể từ ngày 12 tháng 4 năm 2007.
Bộ truyện có ba mùa anime truyền hình chuyển thể, đều do studio J.C.Staff sản xuất. Mùa đầu tiên, gồm 24 tập phát sóng từ ngày 3 tháng 10 năm 2009 cho đến ngày 20 tháng 3 năm 2010. Mùa thứ hai có tựa "Toaru Majutsu no Index II", gồm 24 tập, phát sóng từ ngày 8 tháng 10 năm 2010 cho đến ngày 1 tháng 4 năm 2011. Mùa thứ ba với tựa "Toaru Majutsu no Index III", gồm 26 tập, phát sóng từ ngày 5 tháng 10 năm 2018 cho đến ngày 5 tháng 4 năm 2019. Một bộ anime điện ảnh với tựa "Toaru Majutsu no Index: Endyumion no Kiseki" đã được công chiếu vào ngày 23 tháng 2 năm 2013.
Các spin-off của loạt light novel này như Toaru Kagaku no Railgun (とある科学の超電磁砲) và Toaru Kagaku no Accelerator (とある科学の一方通行) cũng đã được thực hiện dưới nhiều loại hình truyền thông khác nhau.
Một trò chơi điện tử thể loại đối kháng đã được phát hành vào ngày 27 tháng 1 năm 2011.

## Tóm tắt nội dung

### Bối cảnh
Truyện lấy bối cảnh ở một thế giới có thể dùng năng lực và phép thuật. Những cá nhân có thể sử dụng siêu năng lực được gọi là Siêu năng lực gia (超能力者 (Siêu năng lực giả) Chō-nōryoku-sha). Những Nhà ngoại cảm khám phá ra năng lực của mình mà không cần hỗ trợ của các công cụ khoa học đặc biệt, tức là bẩm sinh, đều được gọi là Nguyên thạch (原石 Genseki). Những người khác, được gọi là Ma thuật sư (魔術師 Majutsu-shi), đạt được sức mạnh khi nắm vững sức mạnh của ma thuật, bằng cách thu thập kiến thức từ các chuyện thần thoại hoặc sử dụng các hiện vật thần bí, ít ai biết về nhóm người này. Trong khi các Ma thuật sư thuộc về tâm linh, các Siêu năng lực gia thì dựa trên khoa học. Điều này dẫn đến cuộc tranh giành quyền lực giữa hai phe pháp thuật và khoa học để giành quyền kiểm soát thế giới.

### Nội dung
Câu chuyện ở Đô thị Học Viện (学園都市 Gakuen Toshi),  một thành quốc độc lập về công nghệ tiên tiến nằm ở phía Tây của Tokyo, tập trung các cơ sở giáo dục và nghiên cứu. Kamijou Touma là một học sinh ở Đô thị Học Viện sở hữu sức mạnh nằm ở cánh tay phải được gọi là Imagine Breaker có thể vô hiệu hóa bất kỳ sức mạnh siêu nhiên nào cũng như vận may của cậu, khiến cậu cảm thấy vô cùng chán nản. Một ngày nọ, Touma gặp một cô gái trẻ người Anh tên là Index - một nữ tu đến từ Needarius, một chi nhánh ma thuật của Giáo hội Anh, tâm trí bị cấy ghép với Index Librorum Prohiborum - 103.000 cuốn sách ma thuật bị cấm. Sức mạnh bất thường của Touma làm cậu trở thành trung tâm của những cuộc xung đột giữa các Pháp sư và Siêu năng lực gia ở Đô thị Học viện.
Bên cạnh chuyển thể từ manga, bộ truyện còn có bốn phần ngoại truyện tập trung vào các nhân vật khác. Một trong số đó là Toaru Kagaku no Railgun, tập trung vào Misaka Mikoto, một thiếu nữ có khả năng điều khiển điện và là Siêu năng lực gia mạnh thứ ba ở Đô thị Học Viện. Phần thứ hai, Toaru Kagaku no Accelerator, tập trung vào Accelerator, một thiếu niên có khả năng điều khiển vectơ và là Siêu năng lực mạnh nhất. Thứ ba, Toaru Kagaku no Dark Matter, nói về Siêu năng lực gia mạnh thứ hai tên là Teitoku Kakine và quá khứ của cậu. Phần thứ tư, Toaru Kagaku no Mental Out, theo sau Siêu năng lực gia Level 5 thứ năm và nhà ngoại cảm tâm lý mạnh mẽ nhất tên là Shokuhō Misaki trong chiến dịch tranh cử của cô cho vị trí chủ tịch tiếp theo của hội học sinh trường trung học Tokiwadai.

## Nhân vật

### Touma Kamijo
Lồng tiếng bởi: Atsushi Abe
Touma Kamijo (上条 当麻, Kamijō Tōma) là học sinh trung học năm nhất và là siêu năng lực gia Level 0, nhưng lại có năng lực bí ẩn gọi là "Imagine Breaker", cậu sử dụng tay phải của mình để vô hiệu hóa các siêu năng lực cho dù chúng là phép thuật hay khoa học, thậm chí cả vận may của cậu. Khi gặp Index, Toma tham gia vào các sự kiện lớn diễn ra trong loạt sê-ri chính Cấm thư ma thuật. Với việc thường xuyên gặp Mikoto Misaka, Toma cũng có mặt trong các sự kiện lớn của sê-ri phụ Toaru Kagaku no Railgun.
Có lòng tin vào công lí mạnh mẽ, cậu luôn giúp bất kì ai cần sự giúp đỡ, dù có phải mạo hiểm cả mạng sống của mình, và cũng không do dự khi đấu với đối thủ mạnh hơn mình nhiều lần. Chính vì vậy mà cậu thu hút được cảm tình của nhiều nhân vật trong sê-ri như Index, Mikoto, Misaki, vv.

### Mikoto Misaka
Lồng tiếng bởi: Rina Satō
Mikoto Misaka (御坂 美琴) là một trong những nữ chính của phe khoa học trong Cấm thư ma thuật, đồng thời là nhân vật chính của Toaru Kagaku no Railgun. Cô là siêu năng lực gia Level 5 mạnh thứ ba của Thành phố Học viện với khả năng gọi là "Railgun" cho phép cô tạo ra một tỷ volt điện, khiến cô trở thành Electromaster mạnh nhất ở Đô thị Học viện. Touma thường gọi cô là Biri Biri mỗi khi gặp mặt, kể cả sau khi cậu bị mất trí nhớ. Cô là học sinh năm hai trường trung học Tokiwadai và được gọi là Át chủ bài của trường. Với hầu hết mọi người, cô được xem là một oujo-sama, nhưng thực tế, cô rất nóng tính, kiêu ngạo, thường thể hiện tính cách tomboy và thiếu tự tin trước một số người. Dù vậy, cô vẫn đối xử thân thiện và phóng khoáng với một số người bạn của cô. Cô từng là một Level 1 nhưng nhờ chăm chỉ, cô đã đạt tới vị trí thứ ba của Level 5. Cô cũng có lòng tin lẽ phải mạnh mẽ khi hạ gục những tên côn đồ gây chuyện và hay giúp đỡ Judgement. DNA của cô đã được phân tích và nhân bản thành các Sister dùng trong thí nghiệm 'Chuyển đổi Level 6' dành cho Accelerator.

### Index
Lồng tiếng bởi: Yuka Iguchi
Index Librorum Prohibitorum (インデックス, Indekkusu), còn được gọi là Index, là một nữ tu người Anh mười lăm tuổi đến từ Necessarius của Giáo hội Anh, với Dedicatus545 ("Con chiên tận tụy bảo vệ kiến thức của kẻ mạnh") là pháp hiệu của cô. Cô luôn mặc trang phục Walking Church, một chiếc áo choàng trắng có thêu vàng ở mọi mép (sau đó có ghim vàng sau khi nó bị Toma Kamijo phá hủy bằng Imagine Breaker). Tâm trí của Index đã được cấy ghép 103.000 cuốn ma đạo thư của Index Librorum Prohibitorum vì cô sở hữu trí nhớ điện tử và là pháp sư duy nhất có thể đọc những cuốn ma đạo thư có thể gây chết người đối với một pháp sư hoặc người bình thường. 
Index thường phấn khởi trước nhiều thứ và hơi thiếu hiểu biết cũng như tò mò về công nghệ hiện đại. Cô thường dịu dàng, lịch sự với mọi người và có bản tính tốt bụng, nhưng cũng là một đứa trẻ hư hỏng ích kỷ khi ở cùng với Toma. Cô liên tục đưa ra kết luận mà không tìm hiểu mọi chuyện trước và liên tục trừng phạt Toma bằng cách cắn cậu hoặc bắt đầu tranh cãi, khiến Toma bối rối và bực tức. Index cũng rất ham ăn và thích xem một bộ anime có tựa đề Magical Powered Kanamin. Cô có tình cảm mãnh liệt với Toma và thậm chí còn thú nhận tình yêu của mình sau khi nghe tin Toma mất ký ức vì cô. Tuy nhiên, cậu tránh trả lời bằng cách thay đổi chủ đề của cuộc trò chuyện vì không biết mình từng có cảm xúc gì với Index.

### Kuroko Shirai
Lồng tiếng bởi: Satomi Arai
Kuroko Shirai (白井 黒子) là học sinh năm nhất, kōhai và bạn cùng phòng của Mikoto. Cô cũng là một trong những nhân vật chính của Toaru Kagaku no Railgun. Kuroko là siêu năng lực gia Level 4 với khả năng gọi là "Dịch chuyển tức thời"(テレポート, "Terepōto") cho phép cô dịch chuyển bản thân hoặc đồ vật mà cô chạm vào có tổng trọng lượng khoảng 130–137 kilôgam đến bất kỳ nơi nào trong bán kính khoảng 81–85 mét, nhưng khả năng của nó đòi hỏi sự tập trung cao độ để thực hiện thành công. Cô là thành viên của Judgement và thường mang một dây đinh quanh đùi, thứ mà cô sử dụng trong quá trình làm việc của mình để hạ gục kẻ thù. Kuroko có tình cảm ám ảnh và biến thái với Mikoto, người mà cô gọi là "Onē-sama" (おねえさま, chị gái đáng kính). Cô thường xuyên tìm kiếm cơ hội để thân mật với Mikoto, nhưng cuối cùng vẫn Mikoto cho điện giật. Cô hay ghen tị với những người khác thu hút được sự chú ý của Mikoto, chủ yếu là Toma Kamijo.

### Accelerator
Lồng tiếng bởi: Nobuhiko Okamoto
Accelerator (アクセラレータ, Akuserarēta) là một trong những nhân vật chính của phe khoa học trong Cấm thư ma thuật, đồng thời là nhân vật chính của Toaru Kagaku no Accelerator. Anh là siêu năng lực gia Level 5 mạnh nhất trong Thành phố Học viện với khả năng cùng tên cho phép mình điều khiển bất kỳ vectơ nào chạm vào, xếp anh ở vị trí cao nhất trong bảy người Level 5 trong thành phố. Vì khả năng tự nhiên của anh ngăn chặn mọi bức xạ cực tím nên anh có ngoại hình mảnh khảnh với mái tóc trắng. Tên của anh được viết là "Ippōtsūkō", có nghĩa là "Con đường một chiều". Tên thật vẫn chưa được biết, mặc dù Accelerator nhớ lại họ của mình bao gồm hai ký tự kanji và tên riêng bao gồm ba ký tự kanji. Lần đầu tiên xuất hiện với tư cách là nhân vật phản diện trong tập thứ ba, sau đó anh trở thành nhân vật chính của phe khoa học.
Khả năng độc đáo của Accelerator khiến anh trở thành đối tượng của một thí nghiệm cố gắng tạo ra siêu năng lực gia Level 6 đầu tiên, theo siêu máy tính tốt nhất của thành phố được gọi là Sơ đồ cây (bị phá hủy bởi Hơi thở rồng của Index), thành tích này chỉ có thể đạt được bằng cách giết chết Misaka Mikoto 128 lần không một lần thất bại. Vì không thể thu được 128 kết quả từ một mục tiêu duy nhất, nên một kế hoạch thay thế được hình thành để "nâng cấp" Accelerator bằng cách yêu cầu anh giết 20.000 bản sao của Mikoto. Anh sẵn sàng tham gia thí nghiệm để nổi tiếng là siêu năng lực gia mạnh mẽ và đáng sợ nhất để không ai có thể ngu ngốc đến mức thách thức anh. Mong muốn đạt được mục tiêu này khiến anh ta phải giết nhiều người cản đường mình.
Từ khi bị Kamijou Touma đánh bại, anh dần chuyển qua làm người tốt và ra sức bảo vệ Last Order, nhân bản Sister 20.001. Sau này anh gia nhập 'Mặt tối' của Thành Phố Học Viện và trở thành thành viên của GROUP vì nghe đó là cách tốt nhất để bảo vệ Last Order.
- Misaka 20001 (ミサカ20001号) / Last Order (ラストオーダー, Rasuto Ōdā)

Lồng tiếng bởi: Hidaka Rina
Last Order là nhân bản thứ 20.001 của Sister và là hệ điều hành của hệ thống Misaka Network. Tên của cô được viết là "Uchidome"(打ち止め), có nghĩa là "Sự kết thúc", bởi vì được thiết kế để đảm bảo an toàn cho các bản sao trong trường hợp họ mất kiểm soát. Ngoại hình của cô khác với các bản sao khác vì xuất hiện như một cô bé 10 tuổi và thể hiện những cảm xúc mà cô chặn được từ việc cài đặt chương trình cảm xúc của Shinobu Nunotaba trên toàn mạng. Cô nói giống như những bản sao cũ của mình nhưng thay vào đó lập lại từ "Misaka" hai lần sau mỗi câu. Trong light novel, Last Order đi theo Accelerator khi anh quay trở lại căn hộ của mình. Cô bị nhiễm một loại virus do Ao Amai cài đặt nhưng sau đó được Accelerator cứu. Cô và Accelerator được xuất viện từ bệnh viện Heaven Canceller và được Aiho Yomikawa chăm sóc.

### Shiage Hamazura
Lồng tiếng bởi: Satoshi Hino
Shiage Hamazura (浜面 仕上) là một trong những nhân vật chính thuộc phe khoa học trong Cấm thư ma thuật. Anh là cựu thành viên của Skill-Out, một nhóm Level 0 sử dụng nhiều cách khác nhau để chống lại khả năng siêu năng lực, những người vô tình bị cuốn vào Mặt tối của Thành phố Học viện. Anh được giới thiệu lần đầu tiên trong tiểu thuyết Side Story, nơi trở thành thủ lĩnh băng nhóm Skill-Out của mình sau khi Accelerator giết chết thủ lĩnh cũ, người bạn thân nhất của anh ta là Ritoku Komaba theo lệnh của Hội đồng quản trị. Cùng ngày anh trở thành thủ lĩnh mới, băng nhóm của anh bị Hội đồng quản trị buộc phải giết mẹ của Mikoto, Misuzu, nếu không sẽ bị tiêu diệt. Tuy nhiên, anh và nhóm của mình đã bị Tōma và Accelerator đánh bại và họ không giết được Misuzu. Nhục nhã, anh rời băng đảng để theo người bạn Hattori Hanzo và trở thành tài xế kiêm người cung cấp thông tin cho Đội ITEM, nơi anh phải lòng một trong những thành viên của họ, Rikō Takitsubo.

### Teitoku Kakine
Lồng tiếng bởi: Matsukaze Masaya  
Teitoku Kakine (垣根 帝督) là lãnh đạo SCHOOL. Anh là siêu năng lực gia Level 5 mạnh thứ hai của Thành phố Học viện với khả năng gọi là "Vật chất bóng tối"(ダークマター, "Dāku Mat") cho phép mình tạo ra và kiểm soát một vật chất chưa biết không bị ràng buộc bởi các định luật vật lý. Teitoku là kế hoạch dự phòng của Aleister Crowley nếu Accelerator không đáp ứng được kỳ vọng của ông ta, điều mà anh thấy không mong muốn. 
Anh cũng là nhân vật chính trong sê-ri phụ Toaru Kagaku no Dark Matter của riêng mình.

### Misaki Shokuhō
Lồng tiếng bởi: Azumi Asakura
Misaki Shokuhō (食蜂 操祈) là sinh viên năm thứ hai, người đứng đầu nhóm lớn nhất trường, mang lại cho cô danh hiệu "Nữ hoàng Tokiwadai". Cô là siêu năng lực gia Level 5 đứng thứ 5 của Thành phố Học viện với khả năng gọi là Mental Out (メンタルアウト, Mentaru Auto") sử dụng điều khiển từ xa giấu trong túi đeo chéo của cô để thực hiện các sức mạnh liên quan đến tâm trí như đọc suy nghĩ, thần giao cách cảm, tẩy não, đo tâm lý và xóa trí nhớ. Sức mạnh của cô có những nhược điểm như cô không thể sử dụng nó trên Electromaster, động vật, máy móc, và đặc biệt là Tōma Kamijō. Misaki không tin bất cứ ai mà cô không thể đọc được suy nghĩ, ngoại trừ Tōma. Cô muốn trốn tránh công chúng nên thay vào đó cử người theo dõi mình hoặc một người bị cô kiểm soát tâm trí làm đại diện cho mình.
Cô cũng là nhân vật chính trong loạt phim phụ Toaru Kagaku no Mental Out của riêng mình.

## Truyền thông

### Light novel
Loạt light novel do Kamachi Kazuma sáng tác và Haimura Kiyotaka minh hoạ. Được xuất bản bởi ASCII Media Works dưới ấn hiệu Dengeki Bunko kể từ ngày 10 tháng 4 năm 2004 cho đến nay. Hiện bộ truyện đã được IPM mua bản quyền tại Việt Nam. Bộ truyện được chia làm ba phần là Cựu Ước, Tân Ước và Sáng Ước.
Phần Cựu Ước, gồm 22 tập chính truyện và 3 tập tuyển tập truyện ngắn, được xuất bản kể từ ngày 10 tháng 4 năm 2004 cho đến ngày 10 tháng 10 năm 2010.
Phần Tân Ước, gồm 23 tập, được xuất bản kể từ ngày 10 tháng 4 năm 2004 cho đến ngày 10 tháng 10 năm 2010.
Phần Sáng Ước được xuất bản kể từ ngày 7 tháng 2 năm 2020 cho đến nay.
Bộ Toaru Majutsu no Index SS là tập hợp các mẩu truyện ngắn đăng trên tạp chí Dengeki Bunko Magazine với hai tập đã được phát hành được phát hành vào ngày 10 tháng 7 năm 2007 và ngày 10 tháng 11 năm 2008.
Tập Toaru Majutsu no Index SP tập hợp các mẩu truyện ngắn có liên quan đến tác phẩm mà Dengeki Bunko chưa tập hợp trước đó đã phát hành vào ngày 10 tháng 8 năm 2011. Cuốn sách này chỉ có phiên bản giới hạn.

### Drama CD
Dengeki hp đã phát hành 48 đĩa drama CD và phân phối dưới dạng đặt hàng qua thư từ tháng 11 năm 2007. Bộ drama CD này được chia thành hai phần. Phần đầu đã được phát trên đài phát thành Dengeki Taishō với cốt truyện nói về việc Kamijō Tōma và Index gặp một vật thể bí ẩn có thể tự di chuyển được tạo ra bởi pháp sư tại một nhà hàng sau khi Misaka rời đi vì có chuyện khẩn cấp. Phần thứ hai nói về Misaka Mikoto và Shirai Kuroko cùng chuyện khẩn cấp của họ.

### Manga
Chuyển thể manga đã được thực hiện với cốt truyện viết bởi Kamachi Kazuma và minh họa bởi Kogino Chuya. Loạt manga này có cốt truyện bám sát theo loạt light novel. Các chương của loạt manga đã đăng trên tạp chí truyện tranh phát hành hằng tháng dành cho shōnen là Monthly Shōnen Gangan từ tháng 5 năm 2007. Square Enix sau đó đã tập hợp các chương lại và phát hành thành các tankōbon thông qua nhà xuất bản Gangan Comics của họ.
Ngoại truyện khác có tên Toaru Kagaku no Accelerator (とある科学の一方通行) đã được thực và đăng trên Dengeki Daioh với cốt truyện cũng được viết bởi Kamachi Kazuma nhưng minh họa bởi Yamaji Arata từ tháng 12 năm 2013.

### Anime
J.C.Staff đã thực hiện chuyển thể anime cho Toaru Majutsu no Index với sự đạo diễn của Nishikiori Hiroshi. Âm nhạc của anime được soạn bởi Iuchi Maiko và hòa tấu bởi Tanaka Yuichi, việc thiết kế nhân vật do Tanaka Yuichi phụ trách còn Ebina Yasunori đảm nhận việc đạo diễn nghệ thuật và âm thanh. Việc thực hiện bộ anime này được công bố vào ngày 3 tháng 6 năm 2008 khi tập tiểu thuyết thứ 16 được phát hành với cốt truyện xoay quanh các sự kiện xảy ra trong 6 tập tiểu thuyết đầu. Bộ anime này phát sóng tại Nhật Bản từ ngày 3 tháng 10 năm 2009 đến ngày 20 tháng 3 năm 2010 trên kênh MBS, Chiba TV và TV Kanagawa và sau đó được chiếu trên các kênh các kênh khác. Tám đĩa DVD và Blu-ray đã được phát hành. Ba đoạn phim ngắn với nhân vật theo phong cách super deformed có tựa Toaru Majutsu no Index-tan đã được thực hiện và đính kèm với phiên bản đặc biệt của bộ DVD/BD. Funimation Entertainment đã đăng ký bản quyền phiên bản tiếng Anh của bộ anime để tiến hành phân phối tại thị trường Bắc Mỹ, Muse Communication thì phân phối tại Đài Loan.
Bộ anime thứ hai có tựa Toaru Majutsu no Index II cũng đã được J.C.Staff thực hiện và phát sóng từ ngày 8 tháng 10 năm 2010 đến ngày 1 tháng 4 năm 2011 với 24 tập.

### Phim anime
Bộ phim anime có tựa Toaru Majutsu no Index: Endyumion no Kiseki (とある魔術の禁書目録（インデックス） エンデュミオンの奇蹟) đã công chiếu tại các rạp ở Nhật Bản vào ngày 23 tháng 2 năm 2013. Kế hoạch làm phim anime đã được công bố tại Lễ hội Dengeki Bunko mùa thu ngày 2 tháng 10 năm 2011. FUNimation Entertainment đã đăng ký bản quyền phiên bản tiếng Anh của phim để phân phối tại thị trường Bắc Mỹ.

### Trò chơi điện tử
Thế giới của Toaru Majutsu no Index đã được dùng để phát triển trò chơi Dengeki Gakuen RPG: Cross of Venus trên hệ Nintendo DS. Nhân vật nữ Index xuất hiện như nhân vật hỗ trợ, trong khi Mikoto là nhân vật duy nhất trong các nhân vật đến từ Toaru Majutsu no Index có thể điều khiển được và Accelerator là trùm cuối. Trò chơi phát hành vào ngày 19 tháng 3 năm 2009.
Một trò chơi đối kháng có tựa Toaru Majutsu no Index do Kadokawa Games phát triển và phát hành bởi ASCII Media Works cho hệ PlayStation Portable đã phát hành vào ngày 27 tháng 1 năm 2011.
Namco Bandai Games và Banpresto cũng thực hiện một visual novel có tựa Toaru Majutsu to Kagaku no Ensemble (とある魔術と科学の群奏活劇) cho hệ PSP phát hành vào ngày 21 tháng 2 năm 2013. Bối cảnh của trò chơi là vài ngày trước khi các sự kiện trong phim anime diễn ra.

### Âm nhạc
Bộ anime Toaru Majutsu no Index có bốn bài hát chủ đề với hai bài hát mở đầu và hai bài hát kết thúc. Bài hát mở đầu thứ nhất là bài PSI-Missing do Kawada Mami trình bày dùng từ tập 1 đến tập 16 khi phát sóng trên truyền hình, nhưng khi phát hành phiên bản DVD thì bài hát này chỉ dùng đến tập 14. Đĩa đơn chứa bài hát này đã phát hành vào ngày 29 tháng 10 năm 2008 với hai phiên bản giới hạn và bình thường, phiên bản giới hạn đính kèm một đĩa chứa đoạn phim trình bày nhạc phẩm. Bài hát mở đầu thứ hai mang tựa Masterpiece cũng do Kawada Mami thực hiện sử dụng từ tập 17 đến tập 24 (từ tập 15 ở phiên bản DVD). Đĩa đơn của bài hát này đã phát hành vào ngày 4 tháng 2 năm 2009 cũng với hai phiên bản giới hạn và bình thường, phiên bản giới hạn đính kèm một đĩa chứa đoạn phim trình bày nhạc phẩm. Bài hát kết thúc thứ nhất là bài Rimless ~Fuchinashi no Sekai~ (Rimless~フチナシノセカイ~) trình bày bởi IKU dùng trong 19 tập đầu của bộ anime. Đĩa đơn chứa bài hát này đã phát hành vào ngày 26 tháng 11 năm 2008. Bài hát kết thúc thứ hai là bài Chikaigoto ~Sukoshi Dake Mō Ichido~ (誓い言～スコシだけもう一度～) cũng do IKU trình bày và được dùng cho các tập còn lại. Đĩa đơn mang bài hát đã phát hành vào ngày 25 tháng 2 năm 2009. Tất cả các bản nhạc dùng trong bộ anime này đều được soạn bởi Iuchi Maiko trong ban nhạc I've Sound. Hai album chứa các bản nhạc dùng trong anime là đã phát hành vào ngày 23 tháng 1 và ngày 24 tháng 4 năm 2009.
Một bộ 4 đĩa chứa các bài hát do các nhân vật chính trình bày cùng các đoạn drama đã phát hành từ ngày 25 tháng 3 đến ngày 21 tháng 8 năm 2009.
| PSI-missing      | PSI-missing                              | PSI-missing |
| STT              | Nhan đề                                  | Thời lượng  |
| ---------------- | ---------------------------------------- | ----------- |
| 1.               | "PSI-missing"                            | 4:23        |
| 2.               | "Ame (雨)"                               | 4:40        |
| 3.               | "PSI-missing -instrumental-"             | 4:23        |
| 4.               | "Ame -instrumental- (雨 -instrumental-)" | 4:36        |
| Tổng thời lượng: | Tổng thời lượng:                         | 18:02       |

| masterpiece      | masterpiece                  | masterpiece |
| STT              | Nhan đề                      | Thời lượng  |
| ---------------- | ---------------------------- | ----------- |
| 1.               | "masterpiece"                | 4:37        |
| 2.               | "jellyfish"                  | 4:26        |
| 3.               | "masterpiece (instrumental)" | 4:37        |
| 4.               | "jellyfish (instrumental)"   | 4:23        |
| Tổng thời lượng: | Tổng thời lượng:             | 18:03       |

| Rimless ~Fuchinashi no Sekai~ (Rimless～フチナシノセカイ～) | Rimless ~Fuchinashi no Sekai~ (Rimless～フチナシノセカイ～)                                | Rimless ~Fuchinashi no Sekai~ (Rimless～フチナシノセカイ～) |
| STT                                                         | Nhan đề                                                                                    | Thời lượng                                                  |
| ----------------------------------------------------------- | ------------------------------------------------------------------------------------------ | ----------------------------------------------------------- |
| 1.                                                          | "Rimless ~Fuchinashi no Sekai~ (Rimless～フチナシノセカイ～)"                              | 4:01                                                        |
| 2.                                                          | "Nagori no Tsuki (名残の月)"                                                               | 4:39                                                        |
| 3.                                                          | "Rimless ~Fuchinashi no Sekai~ ~instrumental (Rimless～フチナシノセカイ～ ～instrumental)" | 4:01                                                        |
| 4.                                                          | "Nagori no Tsuki ~instrumental (名残の月 ～instrumental)"                                  | 4:36                                                        |
| Tổng thời lượng:                                            | Tổng thời lượng:                                                                           | 17:17                                                       |

| Chikaigoto ~Sukoshi dake Mou Ichido~ (誓い言～スコシだけもう一度～) | Chikaigoto ~Sukoshi dake Mou Ichido~ (誓い言～スコシだけもう一度～)                                | Chikaigoto ~Sukoshi dake Mou Ichido~ (誓い言～スコシだけもう一度～) |
| STT                                                                 | Nhan đề                                                                                            | Thời lượng                                                          |
| ------------------------------------------------------------------- | -------------------------------------------------------------------------------------------------- | ------------------------------------------------------------------- |
| 1.                                                                  | "Chikaigoto ~Sukoshi dake Mou Ichido~ (誓い言～スコシだけもう一度～)"                              | 4:25                                                                |
| 2.                                                                  | "Yurari Haru (ユラリハル)"                                                                         | 5:12                                                                |
| 3.                                                                  | "Chikaigoto ~Sukoshi dake Mou Ichido~ ~instrumental (誓い言～スコシだけもう一度～ ～instrumental)" | 4:26                                                                |
| 4.                                                                  | "Yurari Hharu ~instrumental (ユラリハル ～instrumental)"                                           | 5:12                                                                |
| Tổng thời lượng:                                                    | Tổng thời lượng:                                                                                   | 19:15                                                               |

| Toaru Majutsu no Index Original Sound Track 1 (とある魔術の禁書目録 ORIGINAL SOUND TRACK 1) | Toaru Majutsu no Index Original Sound Track 1 (とある魔術の禁書目録 ORIGINAL SOUND TRACK 1) | Toaru Majutsu no Index Original Sound Track 1 (とある魔術の禁書目録 ORIGINAL SOUND TRACK 1) |
| STT                                                                                         | Nhan đề                                                                                     | Thời lượng                                                                                  |
| ------------------------------------------------------------------------------------------- | ------------------------------------------------------------------------------------------- | ------------------------------------------------------------------------------------------- |
| 1.                                                                                          | "PSI-missing"                                                                               | 1:35                                                                                        |
| 2.                                                                                          | "Yochou (予兆)"                                                                             | 2:10                                                                                        |
| 3.                                                                                          | "Unmei no Hajimari (運命の始まり)"                                                          | 2:52                                                                                        |
| 4.                                                                                          | "Overdrive (オーバードライブ)"                                                              | 1:28                                                                                        |
| 5.                                                                                          | "Yami e no Iriguchi (闇への入り口)"                                                         | 2:33                                                                                        |
| 6.                                                                                          | "Kuukyo (空虚)"                                                                             | 2:12                                                                                        |
| 7.                                                                                          | "Aseri (焦り)"                                                                              | 2:08                                                                                        |
| 8.                                                                                          | "Gakuen Toshi (学園都市)"                                                                   | 2:05                                                                                        |
| 9.                                                                                          | "Nichijou (日常)"                                                                           | 1:13                                                                                        |
| 10.                                                                                         | "Hurry Up (ハリーアップ)"                                                                   | 1:03                                                                                        |
| 11.                                                                                         | "Heat Island (ヒートアイランド)"                                                            | 1:45                                                                                        |
| 12.                                                                                         | "Odayaka na Hi (穏やかな陽)"                                                                | 2:25                                                                                        |
| 13.                                                                                         | "Hizumi (歪み)"                                                                             | 1:40                                                                                        |
| 14.                                                                                         | "Idai naru Chikara (偉大なる力)"                                                            | 2:16                                                                                        |
| 15.                                                                                         | "Kashiri (呪)"                                                                              | 2:36                                                                                        |
| 16.                                                                                         | "Accelerator (一方通行)"                                                                    | 1:40                                                                                        |
| 17.                                                                                         | "Ukabiagaru Mono (浮かび上がるもの)"                                                        | 2:41                                                                                        |
| 18.                                                                                         | "Renkinjutsu (錬金術)"                                                                      | 2:17                                                                                        |
| 19.                                                                                         | "Bousou (暴走)"                                                                             | 1:54                                                                                        |
| 20.                                                                                         | "Ikari (怒り)"                                                                              | 1:22                                                                                        |
| 21.                                                                                         | "Innocentius (魔女狩りの王)"                                                                | 2:33                                                                                        |
| 22.                                                                                         | "Time Limit (タイムリミット)"                                                               | 1:50                                                                                        |
| 23.                                                                                         | "Deep Blood (吸血殺し)"                                                                     | 2:10                                                                                        |
| 24.                                                                                         | "Ushinawareta Mono (喪われたもの)"                                                          | 2:19                                                                                        |
| 25.                                                                                         | "Eyecatch (アイキャッチ)"                                                                   | 0:06                                                                                        |
| 26.                                                                                         | "Rimless ~Fuchinashi no Sekai~ (Rimless～フチナシノセカイ～)"                               | 1:32                                                                                        |
| Tổng thời lượng:                                                                            | Tổng thời lượng:                                                                            | 50:25                                                                                       |

| Toaru Majutsu no Index Original Sound Track 2 (とある魔術の禁書目録 ORIGINAL SOUND TRACK 2) | Toaru Majutsu no Index Original Sound Track 2 (とある魔術の禁書目録 ORIGINAL SOUND TRACK 2) | Toaru Majutsu no Index Original Sound Track 2 (とある魔術の禁書目録 ORIGINAL SOUND TRACK 2) |
| STT                                                                                         | Nhan đề                                                                                     | Thời lượng                                                                                  |
| ------------------------------------------------------------------------------------------- | ------------------------------------------------------------------------------------------- | ------------------------------------------------------------------------------------------- |
| 1.                                                                                          | "masterpiece"                                                                               | 1:39                                                                                        |
| 2.                                                                                          | "Konran (混乱)"                                                                             | 1:43                                                                                        |
| 3.                                                                                          | "Gensou Koroshi (幻想殺し)"                                                                 | 3:15                                                                                        |
| 4.                                                                                          | "Tachimukau Chikara (立ち向かうチカラ)"                                                     | 2:18                                                                                        |
| 5.                                                                                          | "Natsu no Hizashi (夏の日差し)"                                                             | 1:10                                                                                        |
| 6.                                                                                          | "Itsumo no Nakama to (いつもの仲間と)"                                                      | 1:38                                                                                        |
| 7.                                                                                          | "Onakasuita (おなかすいた)"                                                                 | 1:12                                                                                        |
| 8.                                                                                          | "Index (インデックス)"                                                                      | 1:38                                                                                        |
| 9.                                                                                          | "Tsuugakuro (通学路)"                                                                       | 1:23                                                                                        |
| 10.                                                                                         | "Funny・Days (ファニー・デイズ)"                                                            | 1:08                                                                                        |
| 11.                                                                                         | ""Chou Kidou Shoujo Kanamin" no Theme (「超機動少女カナミン」のテーマ)"                     | 1:25                                                                                        |
| 12.                                                                                         | "Ojou-sama no Nichijou (お嬢様の日常)"                                                      | 1:10                                                                                        |
| 13.                                                                                         | "Kyousuu Gakku Gogyou Kikan (虚数学区・五行機関)"                                           | 2:39                                                                                        |
| 14.                                                                                         | "Zetsubou (絶望)"                                                                           | 2:13                                                                                        |
| 15.                                                                                         | "Shousou (焦燥)"                                                                            | 1:28                                                                                        |
| 16.                                                                                         | "Gyakuten (逆転)"                                                                           | 2:11                                                                                        |
| 17.                                                                                         | "Negatta Mono (願ったもの)"                                                                 | 2:35                                                                                        |
| 18.                                                                                         | "Ningen de Hanai Mono (ニンゲンデハナイモノ)"                                               | 2:09                                                                                        |
| 19.                                                                                         | "Majutsu Kessha (魔術結社)"                                                                 | 2:11                                                                                        |
| 20.                                                                                         | "Yami no Naka (闇の中)"                                                                     | 2:07                                                                                        |
| 21.                                                                                         | "Hikari no Seijaku (光の静寂)"                                                              | 4:54                                                                                        |
| 22.                                                                                         | "Break Through (ブレイクスルー)"                                                            | 2:41                                                                                        |
| 23.                                                                                         | "Kokoro ni (心に)"                                                                          | 2:31                                                                                        |
| 24.                                                                                         | "Sorezore no Omoi (それぞれの想い)"                                                         | 2:03                                                                                        |
| 25.                                                                                         | "Yasashii Ketsumatsu (優しい結末)"                                                          | 1:37                                                                                        |
| 26.                                                                                         | "Hikari no Hane (光の羽)"                                                                   | 0:51                                                                                        |
| 27.                                                                                         | "Torimodose nai Mono (取り戻せないもの)"                                                    | 2:02                                                                                        |
| 28.                                                                                         | "Soshite Futatabi (そして再び)"                                                             | 2:13                                                                                        |
| 29.                                                                                         | "Chikaigoto ~Sukoshi dake Mou Ichido~ (誓い言～スコシだけもう一度～)"                       | 1:36                                                                                        |
| Tổng thời lượng:                                                                            | Tổng thời lượng:                                                                            | 57:40                                                                                       |

| Toaru Majutsu no Index ARCHIVES 1 (とある魔術の禁書目録 アーカイブス1) | Toaru Majutsu no Index ARCHIVES 1 (とある魔術の禁書目録 アーカイブス1) | Toaru Majutsu no Index ARCHIVES 1 (とある魔術の禁書目録 アーカイブス1) |
| STT                                                                    | Nhan đề                                                                | Thời lượng                                                             |
| ---------------------------------------------------------------------- | ---------------------------------------------------------------------- | ---------------------------------------------------------------------- |
| 1.                                                                     | "Audio Drama・1st Part (オーディオドラマ・1stパート)"                  | 18:12                                                                  |
| 2.                                                                     | ""Arigato" no Keikenchi ("ありがと"の経験値)"                          | 4:30                                                                   |
| 3.                                                                     | "Audio Drama・2nd Part (オーディオドラマ・2ndパート)"                  | 25:33                                                                  |
| 4.                                                                     | "Watashi Rashiku Aru Tame no pledge (私らしくあるためのpledge)"        | 3:39                                                                   |
| Tổng thời lượng:                                                       | Tổng thời lượng:                                                       | 51:54                                                                  |

| Toaru Majutsu no Index ARCHIVES 2 (とある魔術の禁書目録 アーカイブス2) | Toaru Majutsu no Index ARCHIVES 2 (とある魔術の禁書目録 アーカイブス2) | Toaru Majutsu no Index ARCHIVES 2 (とある魔術の禁書目録 アーカイブス2) |
| STT                                                                    | Nhan đề                                                                | Thời lượng                                                             |
| ---------------------------------------------------------------------- | ---------------------------------------------------------------------- | ---------------------------------------------------------------------- |
| 1.                                                                     | "Audio Drama・1st Part (オーディオドラマ・1stパート)"                  | 23:46                                                                  |
| 2.                                                                     | "Zero kara no Gyakushuu (ゼロからの逆襲)"                              | 3:58                                                                   |
| 3.                                                                     | "Audio Drama・2nd Part (オーディオドラマ・2ndパート)"                  | 29:00                                                                  |
| 4.                                                                     | "Owari wa Dochira (終焉（おわり）はどちら)"                            | 4:08                                                                   |
| Tổng thời lượng:                                                       | Tổng thời lượng:                                                       | 1:00:52                                                                |

| Toaru Majutsu no Index ARCHIVES 3 (とある魔術の禁書目録 アーカイブス3) | Toaru Majutsu no Index ARCHIVES 3 (とある魔術の禁書目録 アーカイブス3) | Toaru Majutsu no Index ARCHIVES 3 (とある魔術の禁書目録 アーカイブス3) |
| STT                                                                    | Nhan đề                                                                | Thời lượng                                                             |
| ---------------------------------------------------------------------- | ---------------------------------------------------------------------- | ---------------------------------------------------------------------- |
| 1.                                                                     | "Audio Drama・1st Part (オーディオドラマ・1stパート)"                  | 16:26                                                                  |
| 2.                                                                     | "under the cry"                                                        | 4:59                                                                   |
| 3.                                                                     | "Audio Drama・2nd Part (オーディオドラマ・2ndパート)"                  | 18:12                                                                  |
| 4.                                                                     | "Salvia farinacea"                                                     | 4:25                                                                   |
| Tổng thời lượng:                                                       | Tổng thời lượng:                                                       | 44:02                                                                  |

| Toaru Majutsu no Index ARCHIVES 4 (とある魔術の禁書目録 アーカイブス4) | Toaru Majutsu no Index ARCHIVES 4 (とある魔術の禁書目録 アーカイブス4)                        | Toaru Majutsu no Index ARCHIVES 4 (とある魔術の禁書目録 アーカイブス4) |
| STT                                                                    | Nhan đề                                                                                       | Thời lượng                                                             |
| ---------------------------------------------------------------------- | --------------------------------------------------------------------------------------------- | ---------------------------------------------------------------------- |
| 1.                                                                     | "Audio Drama 1st Part (オーディオドラマ・1stパート)"                                          | 16:37                                                                  |
| 2.                                                                     | "Hisoyaka na Yokubou ~Misaka wa, Hasseisasemasu~ (ひそやかな欲望 ～ミサカは、発生させます～)" | 4:47                                                                   |
| 3.                                                                     | "Audio Drama 2nd Part (オーディオドラマ・2ndパート)"                                          | 21:38                                                                  |
| 4.                                                                     | "Intersect (iインターセクト)"                                                                 | 5:09                                                                   |
| Tổng thời lượng:                                                       | Tổng thời lượng:                                                                              | 48:11                                                                  |

Bộ anime Toaru Majutsu no Index II cũng có bốn bài hát chủ đề như bộ anime đầu. Bộ anime Toaru Majutsu no Index có bốn bài hát chủ đề với hai bài hát mở đầu và hai bài hát kết thúc. Bài hát mở đầu thứ nhất là bài No buts! và bài hát mở đầu thứ hai là See visionS, cả hai bài hát đều do Kawada Mami trình bày. Hia đĩa đơn chứa hai bài hát mở đầu đã phát hành vào ngày 3 tháng 11 năm 2010 và ngày 16 tháng 2 năm 2011 với hai phiên bản giới hạn và bình thường, phiên bản giới hạn đính kèm một đĩa chứa đoạn phim trình bày nhạc phẩm. Hai bài hát kết thúc là bài Magic∞world và Memories Last (メモリーズ・ラスト) với sự trình bày của Kurosaki Maon. Hai đĩa đơn chứa hai bài hát kết thúc đã phát hành vào ngày 24 tháng 11 năm 2010 và ngày 2 tháng 3 năm 2011 cùng với hai phiên bản giới hạn và bình thường, phiên bản giới hạn đính kèm một đĩa chứa đoạn phim trình bày nhạc phẩm. Album chứa các bài hát phụ dùng trong bộ anime này đã phát hành vào ngày 25 tháng 5 năm 2011.Hai đĩa chứa các bản nhạc dùng trong bộ anime này đã phát hành trong ngày 26 tháng 1 và 25 tháng 5 năm 2011.
Một bộ 4 đĩa chứa các bài hát do các nhân vật chính trình bày cùng các đoạn drama đã phát hành từ ngày 25 tháng 5 đến ngày 24 tháng 8 năm 2009.
| No buts!         | No buts!                  | No buts!   |
| STT              | Nhan đề                   | Thời lượng |
| ---------------- | ------------------------- | ---------- |
| 1.               | "No buts!"                | 3:37       |
| 2.               | "SATANIC"                 | 4:53       |
| 3.               | "No buts! -instrumental-" | 3:37       |
| 4.               | "SANTANIC -instrumental-" | 4:50       |
| Tổng thời lượng: | Tổng thời lượng:          | 16:57      |

| See visionS      | See visionS                         | See visionS |
| STT              | Nhan đề                             | Thời lượng  |
| ---------------- | ----------------------------------- | ----------- |
| 1.               | "See visionS"                       | 5:26        |
| 2.               | "Don't interrupt me"                | 4:16        |
| 3.               | "See visionS -Instrumental-"        | 5:26        |
| 4.               | "Don't interrupt me -Instrumental-" | 4:17        |
| 5.               | "PSI-missing -2011 remix-"          | 4:30        |
| Tổng thời lượng: | Tổng thời lượng:                    | 23:55       |

| Magic∞world      | Magic∞world                  | Magic∞world |
| STT              | Nhan đề                      | Thời lượng  |
| ---------------- | ---------------------------- | ----------- |
| 1.               | "Magic∞world"                | 4:08        |
| 2.               | "ANSWER"                     | 5:11        |
| 3.               | "Magic∞world -instrumental-" | 4:07        |
| 4.               | "ANSWER -instrumental-"      | 5:09        |
| Tổng thời lượng: | Tổng thời lượng:             | 18:35       |

| Memories・Last (メモリーズ・ラスト) | Memories・Last (メモリーズ・ラスト)                                 | Memories・Last (メモリーズ・ラスト) |
| STT                                 | Nhan đề                                                             | Thời lượng                          |
| ----------------------------------- | ------------------------------------------------------------------- | ----------------------------------- |
| 1.                                  | "Memories・Last (メモリーズ・ラスト)"                               | 4:08                                |
| 2.                                  | "Best friends"                                                      | 4:58                                |
| 3.                                  | "Memories・Last (instrumental) (メモリーズ・ラスト (instrumental))" | 4:08                                |
| 4.                                  | "Best friends (instrumental)"                                       | 4:57                                |
| Tổng thời lượng:                    | Tổng thời lượng:                                                    | 18:11                               |

| ROBE             | ROBE                              | ROBE       |
| STT              | Nhan đề                           | Thời lượng |
| ---------------- | --------------------------------- | ---------- |
| 1.               | "Pray ~Inori~ (Pray～祈り～)"     | 5:40       |
| 2.               | "Shissoukan (疾走感)"             | 4:48       |
| 3.               | "Himitsu no Kodou (ヒミツの鼓動)" | 5:27       |
| 4.               | "Hanagumori (花曇り)"             | 4:51       |
| 5.               | "Seraphim (セラフィム)"           | 5:52       |
| 6.               | "Hikari no Uta (光の詩)"          | 4:17       |
| Tổng thời lượng: | Tổng thời lượng:                  | 30:58      |

| Toaru Majutsu no Index 2 ORIGINAL SOUND TRACK 1 (とある魔術の禁書目録2 ORIGINAL SOUND TRACK 1) | Toaru Majutsu no Index 2 ORIGINAL SOUND TRACK 1 (とある魔術の禁書目録2 ORIGINAL SOUND TRACK 1) | Toaru Majutsu no Index 2 ORIGINAL SOUND TRACK 1 (とある魔術の禁書目録2 ORIGINAL SOUND TRACK 1) |
| STT                                                                                            | Nhan đề                                                                                        | Thời lượng                                                                                     |
| ---------------------------------------------------------------------------------------------- | ---------------------------------------------------------------------------------------------- | ---------------------------------------------------------------------------------------------- |
| 1.                                                                                             | "No buts! ＜TV size＞"                                                                         | 1:35                                                                                           |
| 2.                                                                                             | "Fanatical (ファナティック)"                                                                   | 2:19                                                                                           |
| 3.                                                                                             | "Kyuushuu (急襲)"                                                                              | 1:55                                                                                           |
| 4.                                                                                             | "Tsuisou (追走)"                                                                               | 2:01                                                                                           |
| 5.                                                                                             | "To Aru Nichijou no Koukei (とある日常の光景)"                                                 | 1:54                                                                                           |
| 6.                                                                                             | "Itan Shinmon (異端審問)"                                                                      | 2:42                                                                                           |
| 7.                                                                                             | "Semaru Kage (迫る影)"                                                                         | 1:59                                                                                           |
| 8.                                                                                             | "Saikyou no Nanori (最強の名乗り)"                                                             | 2:23                                                                                           |
| 9.                                                                                             | "Konmei (混迷)"                                                                                | 1:47                                                                                           |
| 10.                                                                                            | "Psychic Battle (サイキックバトル)"                                                            | 1:42                                                                                           |
| 11.                                                                                            | "Boukyaku no Hibi (忘却の日々)"                                                                | 2:17                                                                                           |
| 12.                                                                                            | "Jigoujitoku? (自業自得?)"                                                                     | 1:59                                                                                           |
| 13.                                                                                            | "Tea Time (ティータイム)"                                                                      | 1:23                                                                                           |
| 14.                                                                                            | "Sakubou (策謀)"                                                                               | 1:53                                                                                           |
| 15.                                                                                            | "Sokki Genten (速記原典)"                                                                      | 3:39                                                                                           |
| 16.                                                                                            | "Madousho (魔道書)"                                                                            | 1:38                                                                                           |
| 17.                                                                                            | "Uchidome to Ippoutsuukou (打ち止めと一方通行)"                                                | 1:44                                                                                           |
| 18.                                                                                            | "Kyoudai na Chikara (強大なチカラ)"                                                            | 2:22                                                                                           |
| 19.                                                                                            | "Cross Speed (クロススピード)"                                                                 | 2:25                                                                                           |
| 20.                                                                                            | "Junan (受難)"                                                                                 | 2:10                                                                                           |
| 21.                                                                                            | "Honoo ni Yakareru mono (炎に焼かれるモノ)"                                                    | 2:33                                                                                           |
| 22.                                                                                            | "Makuai (幕間)"                                                                                | 0:07                                                                                           |
| 23.                                                                                            | "Magic∞world ＜TV size＞"                                                                      | 1:33                                                                                           |
| Tổng thời lượng:                                                                               | Tổng thời lượng:                                                                               | 46:00                                                                                          |

| Toaru Majutsu no Index 2 ORIGINAL SOUND TRACK 2 (とある魔術の禁書目録2 ORIGINAL SOUND TRACK 2) | Toaru Majutsu no Index 2 ORIGINAL SOUND TRACK 2 (とある魔術の禁書目録2 ORIGINAL SOUND TRACK 2) | Toaru Majutsu no Index 2 ORIGINAL SOUND TRACK 2 (とある魔術の禁書目録2 ORIGINAL SOUND TRACK 2) |
| STT                                                                                            | Nhan đề                                                                                        | Thời lượng                                                                                     |
| ---------------------------------------------------------------------------------------------- | ---------------------------------------------------------------------------------------------- | ---------------------------------------------------------------------------------------------- |
| 1.                                                                                             | "See visionS ＜TV size＞"                                                                      | 1:34                                                                                           |
| 2.                                                                                             | "Aratanaru Tatakai (新たなる戦い)"                                                             | 3:26                                                                                           |
| 3.                                                                                             | "Tada Hitasura ni (ただひたすらに)"                                                            | 2:28                                                                                           |
| 4.                                                                                             | "Keiji (啓示)"                                                                                 | 2:10                                                                                           |
| 5.                                                                                             | "Fake (フェイク)"                                                                              | 2:03                                                                                           |
| 6.                                                                                             | "Amakusa Shiki Juuji Seikyou (天草式十字凄教)"                                                 | 2:23                                                                                           |
| 7.                                                                                             | "Dai Majutsu (大魔術)"                                                                         | 2:06                                                                                           |
| 8.                                                                                             | "Electric Chase (エレクトリックチェイス)"                                                      | 2:01                                                                                           |
| 9.                                                                                             | "Yasuragi no Basho (安らぎの場所)"                                                             | 1:52                                                                                           |
| 10.                                                                                            | "Initiation (イニシエーション)"                                                                | 2:42                                                                                           |
| 11.                                                                                            | "Kogoeta Kokoro (凍えた心)"                                                                    | 2:16                                                                                           |
| 12.                                                                                            | "Mizu no Miyako (水の都)"                                                                      | 2:20                                                                                           |
| 13.                                                                                            | "Kutsurogi no Jikan (くつろぎの時間)"                                                          | 1:23                                                                                           |
| 14.                                                                                            | "Kizukanu Uchi ni (気づかぬうちに)"                                                            | 1:17                                                                                           |
| 15.                                                                                            | "Tsutaetai Koto (伝えたいこと)"                                                                | 2:00                                                                                           |
| 16.                                                                                            | "Rome Seikyou (ローマ正教)"                                                                    | 2:28                                                                                           |
| 17.                                                                                            | "Sheol Fear (魔滅の声)"                                                                        | 1:37                                                                                           |
| 18.                                                                                            | "Joou Kantai (女王艦隊)"                                                                       | 2:18                                                                                           |
| 19.                                                                                            | "Shuugeki (襲撃)"                                                                              | 2:26                                                                                           |
| 20.                                                                                            | "Tada, Sou de Aru Tame ni (ただ、そうであるために)"                                            | 2:25                                                                                           |
| 21.                                                                                            | "Yoake (夜明け)"                                                                               | 3:51                                                                                           |
| 22.                                                                                            | "Seika (聖歌)"                                                                                 | 2:18                                                                                           |
| 23.                                                                                            | "Memories・Last ＜TV size＞ (メモリーズ・ラスト ＜TV size＞)"                                  | 1:33                                                                                           |
| Tổng thời lượng:                                                                               | Tổng thời lượng:                                                                               | 51:08                                                                                          |

| Toaru Majutsu no Index 2 ARCHIVES 1 (とある魔術の禁書目録2 アーカイブス 1) | Toaru Majutsu no Index 2 ARCHIVES 1 (とある魔術の禁書目録2 アーカイブス 1) | Toaru Majutsu no Index 2 ARCHIVES 1 (とある魔術の禁書目録2 アーカイブス 1) |
| STT                                                                        | Nhan đề                                                                    | Thời lượng                                                                 |
| -------------------------------------------------------------------------- | -------------------------------------------------------------------------- | -------------------------------------------------------------------------- |
| 1.                                                                         | "Audio Drama・1st Part (オーディオドラマ・1stパート)"                      | 26:04                                                                      |
| 2.                                                                         | ""Okaeri" no Zettaichi ("おかえり"の絶対値)"                               | 4:16                                                                       |
| 3.                                                                         | "Audio Drama・2nd Part (オーディオドラマ・2ndパート)"                      | 14:52                                                                      |
| 4.                                                                         | "Gensou, Moshikuha Sore ni Hitoshii mono (幻想、もしくはそれに等しいもの)" | 4:21                                                                       |
| Tổng thời lượng:                                                           | Tổng thời lượng:                                                           | 49:36                                                                      |

| Toaru Majutsu no Index 2 ARCHIVES 2 (とある魔術の禁書目録2 アーカイブス 2) | Toaru Majutsu no Index 2 ARCHIVES 2 (とある魔術の禁書目録2 アーカイブス 2) | Toaru Majutsu no Index 2 ARCHIVES 2 (とある魔術の禁書目録2 アーカイブス 2) |
| STT                                                                        | Nhan đề                                                                    | Thời lượng                                                                 |
| -------------------------------------------------------------------------- | -------------------------------------------------------------------------- | -------------------------------------------------------------------------- |
| 1.                                                                         | "Audio Drama・1st Part (オーディオドラマ・1stパート)"                      | 15:13                                                                      |
| 2.                                                                         | "Shoudou Nano de Gozaimasu yo. (衝動、なのでございますよ。)"               | 4:02                                                                       |
| 3.                                                                         | "Audio Drama・2nd Part (オーディオドラマ・2ndパート)"                      | 24:44                                                                      |
| 4.                                                                         | "Stray Virgin"                                                             | 3:39                                                                       |
| Tổng thời lượng:                                                           | Tổng thời lượng:                                                           | 47:39                                                                      |

| Toaru Majutsu no Index 2 ARCHIVES 3 (とある魔術の禁書目録2 アーカイブス 3) | Toaru Majutsu no Index 2 ARCHIVES 3 (とある魔術の禁書目録2 アーカイブス 3) | Toaru Majutsu no Index 2 ARCHIVES 3 (とある魔術の禁書目録2 アーカイブス 3) |
| STT                                                                        | Nhan đề                                                                    | Thời lượng                                                                 |
| -------------------------------------------------------------------------- | -------------------------------------------------------------------------- | -------------------------------------------------------------------------- |
| 1.                                                                         | "Audio Drama・1st Part (オーディオドラマ・1stパート)"                      | 22:43                                                                      |
| 2.                                                                         | "BEAT IN! BEAT IN!"                                                        | 3:53                                                                       |
| 3.                                                                         | "Audio Drama・2nd Part (オーディオドラマ・2ndパート)"                      | 24:05                                                                      |
| 4.                                                                         | "Hyun! Destination (ひゅん!DESTINATION)"                                   | 3:52                                                                       |
| Tổng thời lượng:                                                           | Tổng thời lượng:                                                           | 54:33                                                                      |

| Toaru Majutsu no Index 2 ARCHIVES 4 (とある魔術の禁書目録2 アーカイブス4) | Toaru Majutsu no Index 2 ARCHIVES 4 (とある魔術の禁書目録2 アーカイブス4) | Toaru Majutsu no Index 2 ARCHIVES 4 (とある魔術の禁書目録2 アーカイブス4) |
| STT                                                                       | Nhan đề                                                                   | Thời lượng                                                                |
| ------------------------------------------------------------------------- | ------------------------------------------------------------------------- | ------------------------------------------------------------------------- |
| 1.                                                                        | "Audio Drama・1st Part (オーディオドラマ・1stパート)"                     | 31:36                                                                     |
| 2.                                                                        | "Network wa Fantastic (ネットワークは感動信号)"                           | 5:14                                                                      |
| 3.                                                                        | "Audio Drama・2nd Part (オーディオドラマ・2ndパート)"                     | 17:22                                                                     |
| 4.                                                                        | "99.9% Noisy"                                                             | 4:04                                                                      |
| Tổng thời lượng:                                                          | Tổng thời lượng:                                                          | 58:17                                                                     |

Phim anime có bài hát chủ đề là bài hát kết thúc có tên FIXED STAR do Kawada Mami trình bày, đĩa đơn chứa bài hát đã phát hành vào ngày 20 tháng 2 năm 2013 cùng album chứa các bài hát phụ dùng trong phim. Một đĩa đơn chứa các bài hát do các nhân vật trình bày đã phát hành vào ngày 6 tháng 2 năm 2013 với hai phiên bản giới hạn và bình thường, phiên bản giới hàn có đính kèm một đĩa chứa đoạn phim trình bày nhạc phẩm. Album chứa các bản nhạc dùng trong phim đã phát hành dưới dạng đính kèm phiên bản BD/DVD giới hạn của phim vào ngày 28 tháng 8 năm 2013.
| FIXED STAR       | FIXED STAR                      | FIXED STAR |
| STT              | Nhan đề                         | Thời lượng |
| ---------------- | ------------------------------- | ---------- |
| 1.               | "FIXED STAR"                    | 3:51       |
| 2.               | "Intersection"                  | 3:37       |
| 3.               | "FIXED STAR ＜instrumental＞"   | 3:51       |
| 4.               | "Intersection ＜instrumental＞" | 3:35       |
| Tổng thời lượng: | Tổng thời lượng:                | 14:57      |

| polaris (ポラリス) | polaris (ポラリス)                                | polaris (ポラリス) |
| STT                | Nhan đề                                           | Thời lượng         |
| ------------------ | ------------------------------------------------- | ------------------ |
| 1.                 | "telepath ~Hikari no Tou!~ (telepath ～光の塔～)" | 5:01               |
| 2.                 | "Atarimae no Kyori (アタリマエの距離)"            | 5:09               |
| 3.                 | "Brand New Bright Step"                           | 5:05               |
| 4.                 | "Gloria (グローリア)"                             | 4:55               |
| 5.                 | "Ashita, Harerukana (明日、晴れるかな)"           | 4:49               |
| 6.                 | "OVER (ARISA ver.)"                               | 5:20               |
| Tổng thời lượng:   | Tổng thời lượng:                                  | 30:22              |

| Shining Star-☆-LOVE Letter | Shining Star-☆-LOVE Letter                  | Shining Star-☆-LOVE Letter |
| STT                        | Nhan đề                                     | Thời lượng                 |
| -------------------------- | ------------------------------------------- | -------------------------- |
| 1.                         | "Shining Star-☆-LOVE Letter"                | 5:02                       |
| 2.                         | "Miracle ～song for you～"                  | 5:03                       |
| 3.                         | "Shining Star-☆-LOVE Letter (instrumental)" | 5:02                       |
| 4.                         | "Miracle ～song for you～ (instrumental)"   | 5:01                       |
| Tổng thời lượng:           | Tổng thời lượng:                            | 20:11                      |

| Toaru Majutsu no Index -Endymion no Kiseki- Original Soundtrack (劇場版 とある魔術の禁書目録 -エンデュミオンの奇蹟- オリジナル・サウンドトラック) | Toaru Majutsu no Index -Endymion no Kiseki- Original Soundtrack (劇場版 とある魔術の禁書目録 -エンデュミオンの奇蹟- オリジナル・サウンドトラック) | Toaru Majutsu no Index -Endymion no Kiseki- Original Soundtrack (劇場版 とある魔術の禁書目録 -エンデュミオンの奇蹟- オリジナル・サウンドトラック) |
| STT | Nhan đề | Thời lượng |
| --- | --- | --- |
| 1. | "Title back" | 0:26 |
| 2. | "Nee, Touma? (ねえ、とうま?)" | 1:50 |
| 3. | "Gekijouban Hurry Up (劇場版 ハリーアップ)" | 1:00 |
| 4. | "Sore ga Ima no Watashi no Yume kana (それが今の私の夢かな)"                                                                                      | 2:09 |
| 5. | "Gekijouban Nichijou (劇場版 日常)" | 0:44 |
| 6. | "Gekijouban Yami no Naka (劇場版 闇の中)" | 0:21 |
| 7. | "Nani Mon da yo Omaera! (何もんだよお前ら!)" | 1:58 |
| 8. | "Fortis931" | 4:23 |
| 9. | "...Utaitai yo (...歌いたいよ)" | 2:31 |
| 10. | "J.S.Bach-Suite Nr.1 G-dur für Violoncello solo BWV 1007 Yori Prelude (J.S.Bach-Suite Nr.1 G-dur für Violoncello solo BWV 1007 より Prelude)"     | 2:35 |
| 11. | "Gekijouban Natsu no Hizashi (劇場版 夏の日差し)"                                                                                                 | 1:12 |
| 12. | "Gekijouban Omoide (劇場版 思い出)" | 1:57 |
| 13. | "Gekijouban Tokiwadai Joshiryou (劇場版 常盤台女子寮)"                                                                                            | 1:36 |
| 14. | "Meigo Arisa wa Wareware Kurokarasu Butai no Higoka ni Aru (鳴護アリサは我々黒鴉部隊の庇護下にある)"                                              | 2:05 |
| 15. | "Hito wa Taida de Oroka da (ヒトは怠惰で愚かだ)"                                                                                                  | 2:30 |
| 16. | "Gekijouban Itan Shinmon (劇場版 異端審問)" | 0:26 |
| 17. | "Gekijouban Kyuuketsu Koroshi (劇場版 吸血殺し)"                                                                                                  | 1:08 |
| 18. | "Arisa ga Seijin? (アリサが聖人?)" | 0:55 |
| 19. | "Innocentius (イノケンティウス)" | 2:53 |
| 20. | "Sumer no Ziggurat (シュメールのジグラッド)" | 1:29 |
| 21. | "Soshite Kiseki dake ga Nokotta (そして奇蹟だけが残った)"                                                                                         | 2:35 |
| 22. | "Kaku wo Shimatsu (核を始末)" | 1:39 |
| 23. | "Ano Hito-tachi no Tame ni, Watashi wa Utaimasu (あの人たちのために、私は歌います)"                                                               | 1:07 |
| 24. | "Aitsu no Yaru Koto tte!! (あいつのやることって!!)"                                                                                               | 1:13 |
| 25. | "Mou Sennen wa Ikita (もう千年は生きた)" | 1:52 |
| 26. | "Majutsu ni yotte Norowareta Mono (魔術によって呪われたもの)"                                                                                     | 4:01 |
| 27. | "Dakara Watashi wa Kiseki wo Hitei Suru (だから私は奇蹟を否定する)"                                                                               | 2:17 |
| 28. | "OVER" | 3:24 |
| 29. | "Gekijouban Yugami (劇場版 歪み)" | 0:56 |
| Tổng thời lượng: | Tổng thời lượng: | 53:12 |

## Đón nhận
Theo báo cáo vào tháng 5 năm 2010 thì loạt light novel đã bán được 7,7 triệu bản và trở thành tác phẩm bán chạy nhất của Dengeki Bunko. Đến tháng 8 năm 2010 thì báo cáo nói rằng 9 triệu bản đã được tiêu thụ đã làm cho Toaru Majutsu no Index đứng hàng thứ năm trong danh sách các light novel bán chạy nhất tại Nhật Bản vượt qua Full Metal Panic!, Shakugan no Shana và Haruhi Suzumiya. Và đến tháng 11 năm 2010 thì 10 triệu bản đã được tiêu thụ.
Tại sự kiện trao giải cho các light novel của Kadokawa Shoten năm 2007 thì Toaru Majutsu no Index đã đứng thứ nhì trong thể loại hành động. Tác phẩm này đã được xếp hạng ba lần trong cuốn sách hướng dẫn về các light novel phát hành hằng năm là Kono Light Novel ga Sugoi! với hạng tư năm 2009, hạng chín năm 2010 và hạng nhất năm 2011. Kono Light Novel ga Sugoi! cũng đã bầu cho Misaka Mikoto là nhân vật tiểu thuyết nữ hay nhất và Kamijō Tōma là nhân vật tiểu thuyết nam hay nhất năm 2011.
Báo cáo tháng 8 năm 2010 đã cho biết là loạt manga Toaru Kagaku no Railgun đã bán được 2,45 triệu bản. bài hát mở đầu của Toaru Kagaku no Railgun là bài Only My Railgun đã thắng giải bài hát chủ đề hay nhất tại sự kiện Animation Kobe năm 2010.